# Cryptacanthodes giganteus
Cryptacanthodes giganteus és una espècie de peix de la família dels criptacantòdids i de l'ordre dels perciformes.

## Descripció
- Fa 117 cm de llargària màxima i és de color marró clar amb tocs grocs o violat.
- 72-77 espines i cap radi tou a l'aleta dorsal i 2 espines i 43-49 radis tous a l'anal.[4][5]

## Hàbitat i distribució geogràfica
És un peix marí, demersal (entre 6 i 128 m de fondària) i de clima temperat (60°N-38°N, 175°W- 120°W), el qual viu al Pacífic nord-oriental: els fons tous des del sud-est del mar de Bering fins al nord de Califòrnia (els Estats Units), incloent-hi la Colúmbia Britànica (el Canadà).

## Observacions
És inofensiu per als humans i probablement passa part de la seua vida enterrat.